# Società del Whist
La Società del Whist - Accademia Filarmonica  è un prestigioso circolo privato di Torino.

## Storia
La Società del Whist fu fondata nel marzo 1841 da Camillo Benso, conte di Cavour e un certo numero di suoi amici.
Per colmare il «...vuoto sociale creato dalla scomparsa della tradizionale vita di corte...» ed avere un «...luogo d'incontro lontano dalla "promiscuità querula e chiassosa" della varia clientela del Caffè Fiorio...», Cavour, ispirandosi ai club per gentiluomini di Londra,  volle creare un circolo di nobili liberal-moderati.
Inizialmente nato come ritrovo per giocare a Whist e scacchi, il circolo ben presto diventò il ritrovo della più alta aristocrazia torinese, dove poter conversare, giocare, leggere giornali e libri e infine anche pranzare. 
Esso, tuttavia, si distingueva dagli altri club fondati precedentemente a Torino per aver accettato tra gli iscritti non solo i membri dell'aristocrazia, ma anche alcuni professionisti, magistrati, banchieri e professori.
Nel 1947 la Società del Whist si fuse con l'Accademia Filarmonica di Torino, fondata nel 1814, così che il sodalizio assunse l'attuale denominazione.

## Sede
Il sodalizio ha sede nel Palazzo Solaro del Borgo (Isnardi di Caraglio), risalente alla metà del secolo XVII.

## Attività
Nel 2012 il circolo contava 768 soci, tutti uomini.